# Idioma haush
El haush o manek'enk es una lengua indígena extinta hablada anteriormente por los haush de la Isla Grande de Tierra del Fuego. Se considera que los haush fueron los habitantes más antiguos conocidos de Tierra del Fuego; y ocupaban la punta más oriental de la península Mitre sobre la isla.
Se estima que hacia 1850 había unos 300 haush. La población declinó rápidamente a partir de entonces, y el último hablante de haush murió durante los años 1920, la lengua se considera actualmente como una lengua muerta.

## Clasificación
Usualmente se considera el haush como una lengua chon relacionada, por tanto, con el selknam, el teushen y el tehuelche, así como con el gününa yajüch.